# Arpège (météorologie)
Arpège (Action de Recherche Petite Échelle Grande Échelle) est un modèle de prévision numérique du temps développé par Météo-France en partenariat avec le Centre Européen pour les Prévisions Météorologiques à Moyen Terme (CEPMMT). Il est utilisé depuis plus de 30 ans pour la prévision météorologique opérationnelle en France. Il compte une paramétrisation à maille qui de 5 km sur la France à 24 km aux antipodes, permettant de résoudre des phénomènes météorologiques à l'échelle synoptique, tels que les dépressions et anticyclones, jusqu'aux phénomènes de méso-échelle. Arpège est utilisé pour des prévisions allant jusqu’à quatre jours, pour la France métropolitaine, l’outre-mer, la météorologie maritime et les régions d'intérêt pour la France.

## Historique
Le modèle Arpège est entré en opérationnel au début des années 1990, dans le cadre d'une collaboration entre Météo-France et le CEPMMT pour l'Integrated Forecasting System,. Il a été conçu pour répondre aux besoins croissants de prévisions à haute résolution pour la France et les zones environnantes.
Depuis son lancement, Arpège fait l’objet de mises à jour environ tous les 12 mois afin d'améliorer ses capacités de calcul, d'assimiler les nouvelles données provenant des satellites, des radars et autres systèmes d'observation ainsi que perfectionner la paramétrisation des équations primitives atmosphériques.
Au fil du temps, Arpège a évolué pour non seulement répondre aux besoins de prévision météorologique à courte échéance, mais aussi pour des applications climatiques à plus long terme. Aujourd'hui, il constitue la base de la plupart des prévisions météorologiques en France et sert de point de départ pour des modèles plus locaux, tels que Arome, ou pour des systèmes de prévision d'ensembles comme le PEARP,.

## Approche détaillée

### Couverture globale et échelles spatiales
Le modèle Arpège couvre l’ensemble du globe, avec une résolution horizontale qui varie en fonction de la région. En Europe et en France, la résolution atteint environ 5 km, permettant de capturer des phénomènes météorologiques locaux. En revanche, aux antipodes, la résolution s'élargit à 24 km, optimisée pour les phénomènes de plus grande échelle, comme les systèmes dépressionnaires et anticycloniques.

### Prévisions à courte et moyenne échéance
Arpège est utilisé pour des prévisions météorologiques à courte échéance (jusqu’à 4 jours). Les calculs effectués sont suffisamment précis pour fournir des prévisions détaillées pour la France métropolitaine, l’outre-mer et les zones maritimes. Au-delà de cette période, pour des prévisions allant jusqu’à 10 à 15 jours, Météo-France s'appuie sur le modèle du CEPMMT, basé à Reading, au Royaume-Uni. Ce modèle, qui partage plusieurs éléments avec Arpège, bénéficie d'une maille plus large pour traiter les phénomènes à grande échelle à plus longue échéance,.

### Assimilation de données
Les prévisions précises générées par Arpège débutent par une assimilation variationnelle quadri-dimensionnelle (4D-Var) qui génère une analyse de la situation initiale de l'atmosphère grâce à un large éventail de données d'observation. Celle-ci proviennent d'observations météorologiques de surface, de radiosondages, de rapports d'avions, de bouées météorologiques et de multiples systèmes de télédétection (satellites et radars, diffusomètres, application du GPS en météorologie, etc.). Un procédé qui doit tenir compte des erreurs et biais de chacun des types de senseur.

### Caractéristiques techniques
Arpège repose sur des équations primitives atmosphériques pour simuler les mouvements et les échanges dans celui-ci. Il utilise un schéma temporel semi-lagrangien semi-implicite pour le traitement des données avec un pas de temps de 240 secondes. Le modèle simule des phénomènes atmosphériques complexes en trois dimensions, avec :
- Une résolution verticale de 105 niveaux, allant de 10 m à environ 70 km d’altitude ;
- Une représentation hybride utilisant une coordonnée pression-sigma pour modéliser les échanges verticaux dans l'atmosphère ;
- Les principales variables pronostiques incluent les composantes du vent, la température, l'humidité spécifique de la vapeur d'eau, et les hydrométéores tels que la pluie, la neige et les cristaux de glace.

### Paramétrisations physiques
Arpège utilise un ensemble de méthodes de remplacement des processus trop petits ou complexes pour être physiquement représentée pour modéliser les processus tels que la radiation (échanges d'énergie sous forme de rayonnement), la microphysique des précipitations, la turbulence, la convection, les échanges turbulents à la surface, ou encore la sédimentation des précipitations. Le schéma de surface ISBA est utilisé pour modéliser les interactions entre le sol, la végétation et l’atmosphère.

### Version climatique
En plus de ses applications météorologiques, une version climatique d’Arpège est utilisée pour simuler les évolutions du climat à long terme. Couplé à des modèles d'océan, de banquise et de surface terrestre, Arpège peut simuler des périodes de plusieurs mois, années ou décennies. Cette version est notamment utilisée dans des études de changement climatique, permettant d’explorer les scénarios futurs à des échelles temporelles plus longues.

### Prévision d’ensemble PEARP
Le modèle Arpège est aussi à la base du système de prévision d'ensembles ARPège (PEARP), qui repose sur un ensemble de 35 simulations différentes pour évaluer l’incertitude des prévisions. Avec une résolution horizontale de 7,5 km sur la France, PEARP permet de mieux cerner les risques associés à certains phénomènes météorologiques en simulant de multiples scénarios pour une même situation météorologique.